# Tu nombre envenena mis sueños
Tu nombre envenena mis sueños és una pel·lícula espanyola dirigida per Pilar Miró i basada en la novel·la homònima de Joaquín Leguina. El títol de l'obra al·ludeix a una estrofa del poema de Luis Cernuda Un español habla de su tierra:
| « | "Contigo solo estaba, En ti sola creyendo; Pensar tu nombre ahora Envenena mis sueños." | » |

## Argument
1942. L'inspector Ángel Barciela investiga, ajudat pel sotsinspector Paco Valduque, la mort de tres persones relacionades, aparentment amb el món de l'estraperlo: un forner, un venedor de farines i el governador civil de Guadalajara. Però quan descobreixen que els morts eren amics, i van ser membres de la Cinquena columna al Madrid de la guerra, els fa sospitar que després de l'assumpte hi ha una venjança política.
El primer lloc al que acudeixen és la casa dels Buendía, que durant la guerra va estar sota protecció del ministre de la guerra i on els tres morts van passar la contesa amagats. Barciela entrevistarà Julia Buendía, la filla dels amos de la casa, una dona molt moderna, que va estudiar filologia anglesa a Berlín i que treballa en l'ambaixada britànica, que manifesta l'aversió que sentia cap a aquells tipus, dels quals sospitava que estaven matant gent d'esquerres i que a més havien transmès la seva ideologia al seu germà Luis. Aleshores ella era la xicota de Jaime Méndez, un dirigent de les Joventuts Socialistes Unificades i treballava en un teatre, on era molt amiga de Lola, una vicetiple que va ser xicota d'Elósegui, un d'ells, de qui es va quedar embarassada, i que posteriorment va ser amant de Menéndez, l'altre quintacolumnista. Ella confessa que es va trobar el cadàver d'aquest després del seu suïcidi i va decidir portar-lo fins al Retiro per a evitar complicacions.
Tot apunta llavors a un crim passional, encara que els falangistes no estan disposats a creure's aquesta versió i pressionen Barciela perquè trobi als culpables mentre ells mateixos es dediquen a exercir impunement tasques policials, la qual cosa porta Barciela a recomanar a Lola que surti cap a Portugal, salvant-la així d'un venjança que arribarà al seu pare, que és salvatgement assassinat.
Durant les recerques Barciela intima amb Julia, que també sembla enamorada d'ell, però que no està disposada a renunciar a un compromís previ amb un diplomàtic anglès.
Les sospites arriben també a Luis Buendía, germà de Julia, qui les nega, ajudant a Barciela a resoldre el cas, en confessar-li que ell li va dir a Julia que Jaime Méndez, el seu xicot, havia estat assassinat pels tres feixistes després de tendir-li un parany. Julia apareix llavors com l'assassina per venjança. Barciela decideix actuar ràpid. Obliga Julia a anar-se'n a Lisboa per des d'allí sortir cap a Londres amb passaport diplomàtic mentre ell s'ocupa del cap dels feixistes, a qui assassina simulant un ritu de venjança, donant per tancat el cas com un crim per motius passionals.
Després d'això Barciela abandona la policia i es fa professor de matemàtiques, la seva gran passió, tornant a veure Julia quan aquesta acudeix, amb passaport diplomàtic a l'enterrament del seu pare.

## Repartiment
| Carmelo Gómez             | Ángel Barciela |
| Emma Suárez               | Julia Buendía  |
| Ángel de Andrés López     | Paco Valduque  |
| Anabel Alonso             | Lola           |
| Toni Cantó                | Jaime Méndez   |
| Aitor Merino              | Luis Buendía   |
| Montserrat Carulla        | Pilar Buendía  |
| Simón Andreu              | Antúnez        |
| Héctor Colomé             | Mantilla       |
| José Manuel Romero Moreno | Alferes        |

## Premis
Fotogramas de Plata 1996
| Categoria               | Persona       | Resultat   |
| ----------------------- | ------------- | ---------- |
| Millor actriu de cinema | Emma Suárez   | Guanyadora |
| Millor actor de cinema  | Carmelo Gómez | Guanyador  |